# Le Moribond
Pistes de Marieke
Marieke
(1) Vivre debout
(3)
Le Moribond est une chanson de l'auteur-compositeur-interprète Jacques Brel sortie en 1961 sur le 33 tours 25cm Philips Marieke.
En 1972, sous le label Barclay, l'artiste, sur de nouveaux arrangements, réenregistre le titre sur l'album Ne me quitte pas.
Le Moribond s'inscrit parmi les grands classiques de Jacques Brel. 

## La chanson
Le Moribond, chantée sur un tempo de marche, raconte l'histoire d'un homme qui, sur son lit de mort, fait ses derniers adieux. Autour de lui, se trouvent sa femme, le curé et deux amis, Émile et Antoine.

## Discographie
1961 :
- 33 tours 25cm Philips B76.513R[2],[3] Marieke (disque paru sans titre à l'origine).
- super 45 tours Philips 432.518 BE : Le Moribond, On oublie rien, L'Ivrogne[4],[5].
- 33 tours 30cm Philips B 77 386 L[6] Olympia 1961.

1972 :
- 33 tours Barclay 80 470[7] Ne me quitte pas.

## Reprises et adaptations

### Adaptations
La chanson Le Moribond est adaptée en anglais en 1963 par l'Américain Rod McKuen sous le titre Seasons in the Sun et interprété notamment en 1974 par le chanteur canadien Terry Jacks qui devient un succès international et le propulse en tête du Billboard Hot 100 américain.